# Vicariat apostolique de Tierradentro
Le vicariat apostolique de Tierradentro (en latin : Vicariatus Apostolicus Tierradentro ; en espagnol : Vicariato apostólico de Tierradentro) est un vicariat apostolique de l'Église catholique en Colombie directement soumis au Saint-Siège.

## Territoire

Il comprend les municipalités d'Inzá et de Páez du département du Cauca ce qui correspond à un territoire d'une superficie de 2 085 km2 divisé en 10 paroisses.
Le siège épiscopal est dans la ville de Páez où se trouve la cathédrale Saint-Antoine.

## Historique
La préfecture apostolique de Tierradentro est érigée le 13 mai 1921 par la lettre apostolique Cum in archidioecesi du pape Benoît XV en prenant une partie du territoire de l'archidiocèse de Popayán. La mission est confiée aux lazaristes.
Le 17 février 2000, la préfecture apostolique est élevée au rang de vicariat apostolique par la constitution apostolique Sollicitam curam du pape Jean-Paul II.

## Préfets et évêques
- Emilio Larquère, C.M (9 novembre 1923 - 3 juillet 1948)
  - Sede vacante (1948-1950)
- Enrique Alejandro Vallejo Bernal, C.M (27 octobre 1950 - mai 1977)
- Germán García Isaza, C.M (21 juillet 1977 - 18 juin 1988), nommé évêque de Caldas
- Jorge García Isaza, C.M (5 mai 1989 - 25 avril 2003)
- Edgar Hernando Tirado Mazo, M.X.Y (19 décembre 2003 - 5 juin 2015)
- Óscar Augusto Múnera Ochoa (5 juin 2015 - 20 juillet 2024)